# 伴紀雄
伴 紀雄（ばん のりお、1914年（大正3年）2月11日 - ）は、日本のボート競技（ローイング競技）選手。1932年ロサンゼルスオリンピックに出場した。

## 経歴
1914年2月11日、東京府東京市赤坂区（現在の東京都港区）に生まれる。慶應義塾普通部在学中にボート部に所属し、活躍を始める。その後、慶應義塾商工学校を経て慶應義塾大学に進む。中澤篤史の調査によれば、オリンピック出場時に伴は慶應義塾商工学校の所属であるが、『日本スポーツ人名辞典 昭和8年版』では大学入学後のこととして記述されている。
慶應義塾の端艇部には、対校選手団である「三色旗クルー」のほかに複数のかじ付きフォアのクルーが編成されており、伴は慶應義塾商工学校OBおよび現役生を中心とした「自尊会」に属していた。1931年秋の神宮競漕会（明治神宮競技大会漕艇競技）には、慶応義塾からこれら複数のクルーが出場し、「自尊会」が躍進して全国制覇を遂げた。その後、「自尊会」を中心としてクルーが再編成され、「慶應」として代表決定戦を戦い、正式に1932年ロサンゼルスオリンピックボート競技の日本代表に選出された。代表メンバーのうち、高橋六郎（整調）・伴紀雄（2番）・村山又芳の3人が「自尊会」出身であった。
1932年ロサンゼルスオリンピックでは、8月10日からのかじ付きフォアに出場したが、結果は予選敗退で、敗者復活戦にも敗退した。試合の後、伴は更衣室で泣き出してしまい、高橋六郎に「勝ってから泣け」と窘められた。その後は東京府向島区（現在の墨田区）に在住し、1933年の早慶戦には7番手として出場している。

## 人物
身長1.73メートル、体重67.5キログラムであった。